# Amer Khalil Deeb
Amer Deeb Mohammad Khalil noto semplicemente come Amer Deeb o Amer Khalil Deeb (Ammān, 4 febbraio 1980) è un calciatore giordano, di origini palestinesi, centrocampista dell'Al-Wehdat.

## Caratteristiche tecniche
È un centrocampista centrale, ma può essere impiegato anche come trequartista o come ala destra.

## Carriera

### Club
Comincia a giocare all'Al-Wehdat, in cui milita per 11 anni, vincendo più volte il campionato e la coppa nazionale. Nel gennaio 2011 si trasferisce negli Emirati Arabi Uniti, all'Emirates. Nell'estate 2011 torna in patria, all'Al-Yarmouk. Nel gennaio 2012 passa all'Al-Faysali, squadra saudita. Nell'estate 2012 si accasa all'Ittihad Kalba. Nel 2013 torna all'Al-Wehdat. Il 5 giugno 2017 ha annunciato la sua intenzione di ritirarsi.

### Nazionale
Ha debuttato in Nazionale nel 2002. Ha messo a segno la sua prima rete con la maglia della Nazionale il 7 settembre 2002, in Iraq-Giordania (2-2 ai tempi regolamentari, 3-2 dopo i tempi supplementari). Ha messo a segno la sua prima doppietta con la maglia della Nazionale il 23 luglio 2011, in Giordania-Nepal (9-0), in cui ha segnato la rete del momentaneo 2-0 e quella del momentaneo 5-0. Ha partecipato, con la Nazionale, alla Coppa d'Asia 2004 e alla Coppa d'Asia 2011. Ha collezionato in totale, con la maglia della Nazionale, 122 presenze e 21 reti, risultando fra i calciatori con più presenze con la Nazionale giordana.